# Nova Brasilândia D'Oeste
Nova Brasilândia d'Oeste est une municipalité brésilienne située dans l'État du Rondônia.